# Meddraghøvl
En meddragshøvl er nærmest en form for båndkniv.
I navnet ligger, at den virker på træk ligesom en kinesisk/japansk trækhøvl i modsætning til den europæiske/danske skubhøvl.